# Öffentlich-rechtliche Streitigkeit nichtverfassungsrechtlicher Art
Für öffentlich-rechtliche Streitigkeiten nichtverfassungsrechtlicher Art ist im deutschen Verwaltungsprozessrecht in der Regel der Verwaltungsrechtsweg eröffnet. 
Soweit die Zuständigkeit der Verwaltungsgerichte nicht unabhängig vom Vorliegen einer öffentlich-rechtlichen Streitigkeit in einem speziellen Gesetz angeordnet wird wie beispielsweise in § 54 Beamtenstatusgesetz für alle Klagen der Beamten oder aber trotz Vorliegens einer öffentlich-rechtlichen Streitigkeit einem anderen Gericht zur Entscheidung zugewiesen ist, beurteilt sich die Zuständigkeit der Verwaltungsgerichte nach der Generalklausel des § 40 Abs. 1 Satz 1 VwGO. 
So besteht die besondere Verwaltungsgerichtsbarkeit der Sozialgerichte und Finanzgerichte (§ 51 SGG, § 33 FGO). Für Justizverwaltungsakte (§ 23 Abs. 1 EGGVG), die Enteignungsentschädigung (Art. 14 Abs. 3 Satz 4 GG) und die weiteren in § 40 Abs. 2 VwGO genannten Streitigkeiten wie beispielsweise die Amtshaftung sind hingegen die ordentlichen Gerichte zuständig.

## Öffentlich-rechtlich
Eine Streitigkeit ist öffentlich-rechtlich, wenn das Rechtsverhältnis, aus dem der Klageanspruch abgeleitet wird, öffentlich-rechtlich ist. Um dies festzustellen, gibt es eine Vielzahl von Abgrenzungstheorien. Die drei gebräuchlichsten sind derzeit:
- Interessentheorie: Die streitentscheidende Norm ist öffentlich-rechtlich, wenn sie dem öffentlichen Interesse dient.
- Subordinationstheorie: Es liegt ein Über-Unterordnungsverhältnis vor. Dies ist immer der Fall, wenn es um einen Verwaltungsakt, eine Satzung oder eine Rechtsverordnung geht.
- Modifizierte Subjektstheorie (Sonderrechtstheorie): Die streitentscheidende Norm berechtigt oder verpflichtet auf der einen Seite ausschließlich einen Hoheitsträger.

Bei Benutzungsrechten an öffentlichen Einrichtungen und bei Subventionen kann auch die Zweistufentheorie herangezogen werden. Nach dieser ist das „ob“ der Gewährung immer öffentlich-rechtlich. Beim „wie“ ist dies jedoch vom Einzelfall abhängig.

## Nichtverfassungsrechtlicher Art
Eine Streitigkeit ist nichtverfassungsrechtlicher Art, wenn sie nicht zwischen Verfassungsorganen oder sonstigen am Verfassungsleben beteiligten Rechtsträgern geführt wird (formelles Element), die entscheidend durch das Verfassungsrecht geprägt sind, bei der es also im Wesentlichen nicht um Anwendung und Auslegung von Verfassungsrecht geht (materielles Element).
Was unter einer verfassungsrechtlichen Streitigkeit zu verstehen ist, ist nicht abschließend geklärt und im Einzelnen umstritten. Einigkeit besteht allerdings darüber, dass es nicht Aufgabe der Verwaltungsgerichte ist, unmittelbar die Betätigung oberster Staatsorgane zu kontrollieren. Namentlich ist den Verwaltungsgerichten deshalb die Kontrolle des parlamentarischen Gesetzgebers entzogen. Ein verfassungsrechtlicher Streit liegt demnach insbesondere dann vor, wenn der Bürger auf Erlass eines förmlichen Gesetzes klagt oder unmittelbar die Verfassungsmäßigkeit eines förmlichen Gesetzes anzweifelt.
Nichts anderes gilt, wenn ein Normenkontrollbegehren in den Mantel einer Feststellungsklage im Sinne des § 43 VwGO oder in einen diese begleitenden Antrag auf Erlass einer einstweiligen Anordnung nach § 123 Abs. 1 VwGO gekleidet wird. Andernfalls würde eine Umgehung der verfassungsgerichtlichen Zuständigkeiten ermöglicht.